# Villardebelle
Villardebelle é uma comuna francesa na região administrativa de Occitânia, no departamento de Aude. Estende-se por uma área de 13,14 km². Em 2010 a comuna tinha 54 habitantes (densidade: 4,1 hab./km²).